# 535
Năm 535 là một năm trong lịch Julius.